# Kampfrichter

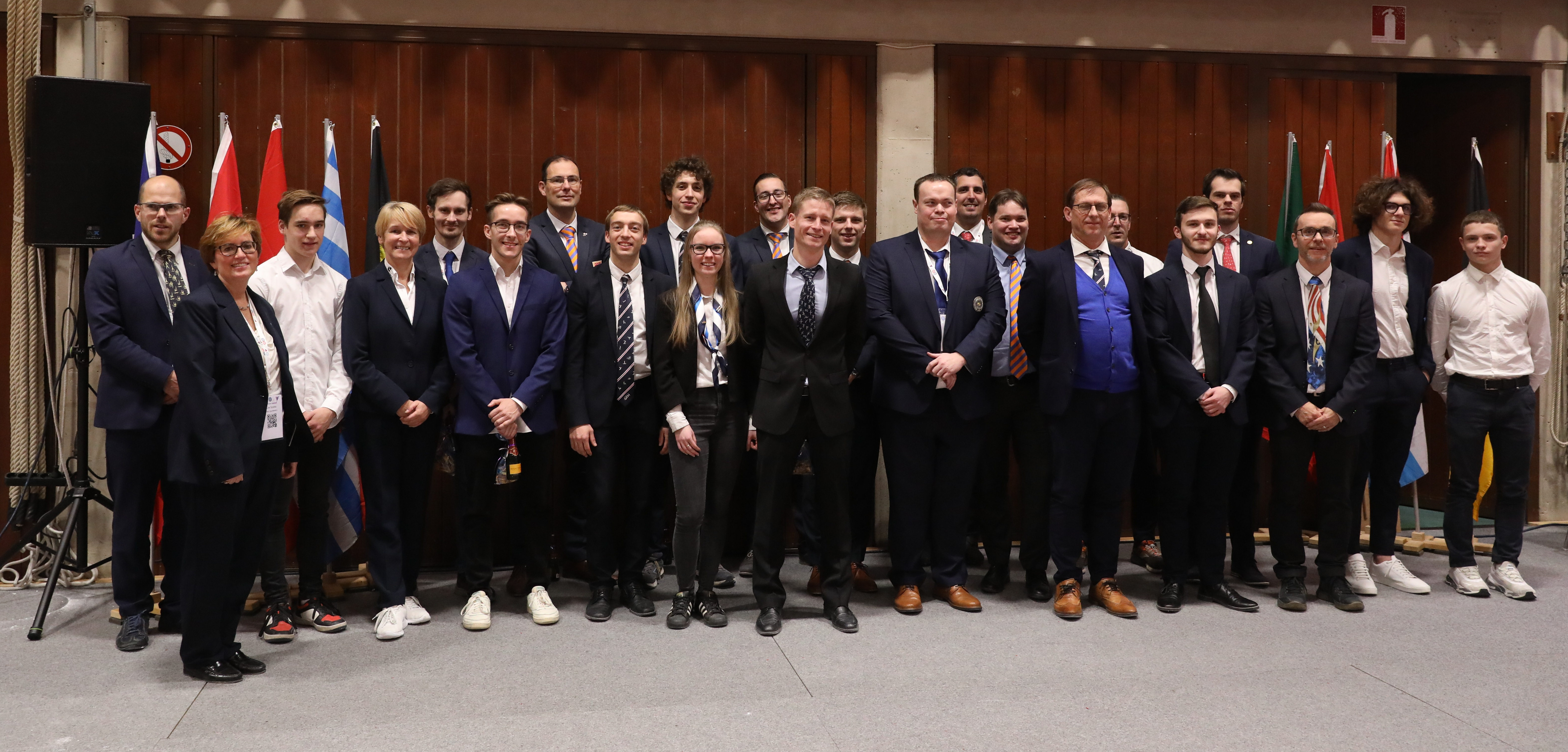
Kampfrichter bei einem Turnwettkampf

Als Kampfrichter werden alle unparteiischen Personen bezeichnet, die die Überwachung und Einhaltung der Regeln bei einer Sportveranstaltung sicherstellen.
Landläufig werden Kampfrichter häufig fälschlich als „Schiedsrichter“ bezeichnet, obwohl nicht jeder Kampfrichter automatisch Schiedsrichter ist. Allerdings ist
der Schiedsrichter in vielen Sportarten der höchste Rang, den ein Kampfrichter erreichen kann.
Um Kampfrichter zu werden, muss man in der Sportart, für die man als Kampfrichter tätig sein will, einen Lehrgang absolvieren. Je nach Sportverband wird eine Kampfrichter-Ausbildung
durchlaufen und das Wissen anschließend in theoretischen und praktischen Prüfungen abgefragt. Danach erhält der Bewerber eine Kampfrichter-Lizenz für die niedersten Tätigkeiten in der
jeweiligen Sportordnung. Diese Lizenz kann nach in den Sportordnungen der einzelnen Sportverbände festgelegten Fristen für höhere Kampfrichteraufgaben erweitert werden.